# Lepidozia subintegra
Lepidozia subintegra là một loài rêu tản trong họ Lepidoziaceae. Loài này được Lindenb. miêu tả khoa học lần đầu tiên năm.